# Rhazya
Genre
Classification phylogénétique
Rhazya est un genre de plante à fleurs de la famille des Apocynacées, localisé en région méditerranéenne, Arabie et Asie.

## Description
Il s'agit de plantes pérennes, herbacées ou sous forme de petits buissons.
Les feuilles sont alternes.
Les fleurs sont réunies en cymes terminales denses. Comme toute la famille, elles sont pentamères à  style unique. Chaque lobe compte deux carpelles.
Le genre est très proche du genre Amsonia, mais dont les espèces sont localisées en Amérique.

## Historique
Le genre a été nommé par Joseph Decaisne en hommage au grand médecin iranien du IXe-Xe siècle Rhazès (Abu Bakr Mohammad Ibn Zacariya al-Razi).

## Liste des espèces
La liste est tirée des index IPNI - The International Plants Name Index et Tropicos - Index du jardin botanique du Missouri à la date de mai 2011.
- Rhazya greissii Täckh. & Boulos (1974) - Égypte
- Rhazya orientalis (Decne.) A.DC. (1844) - Grèce - synonyme : Amsonia orientalis Decne.
- Rhazya stricta Decne. (1835) - Arabie, Afghanistan, Inde
- Rhazya thracica Davidov (1915) - Thrace (Bulgarie, Grèce, Turquie)

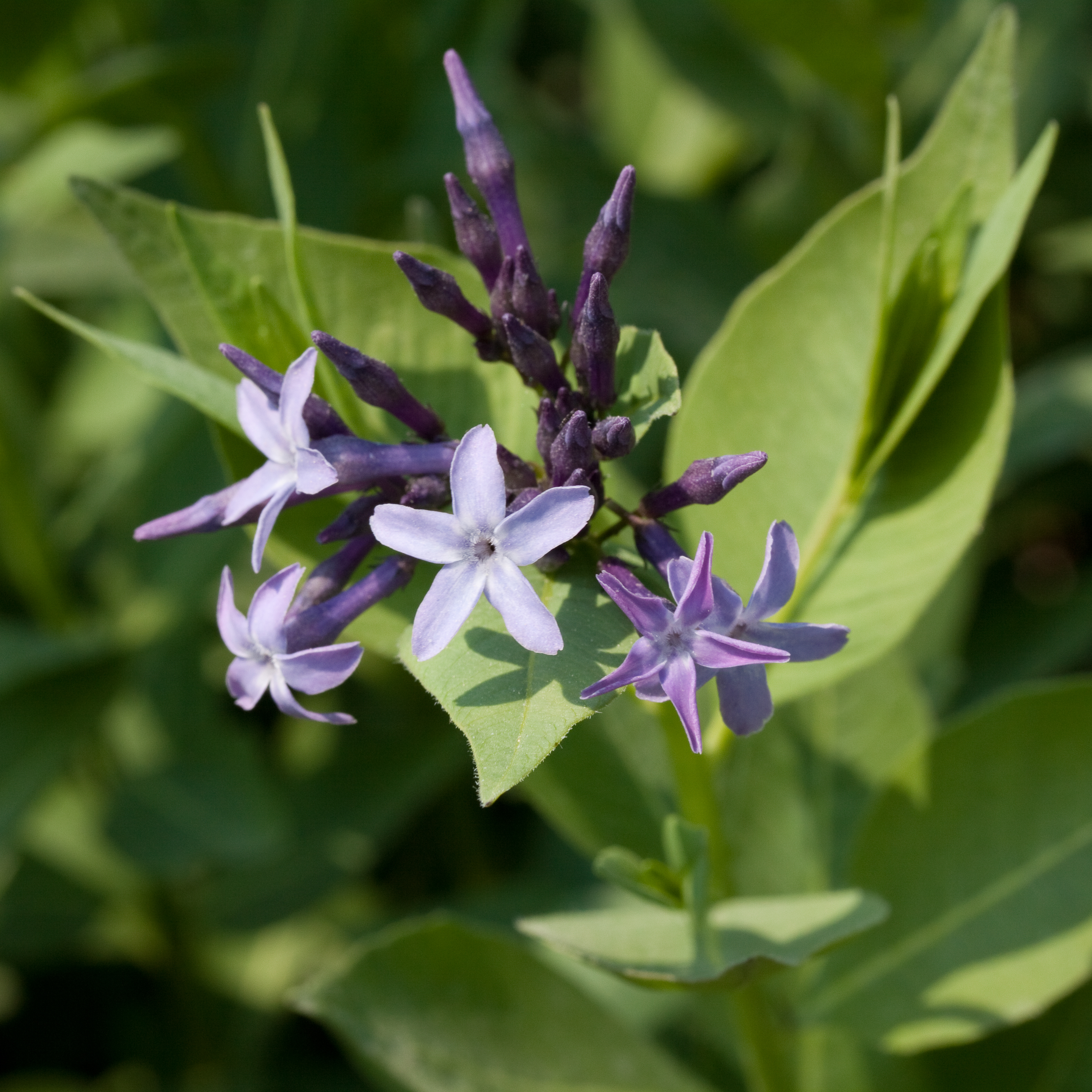
Fleurs de Rhazya orientalis.
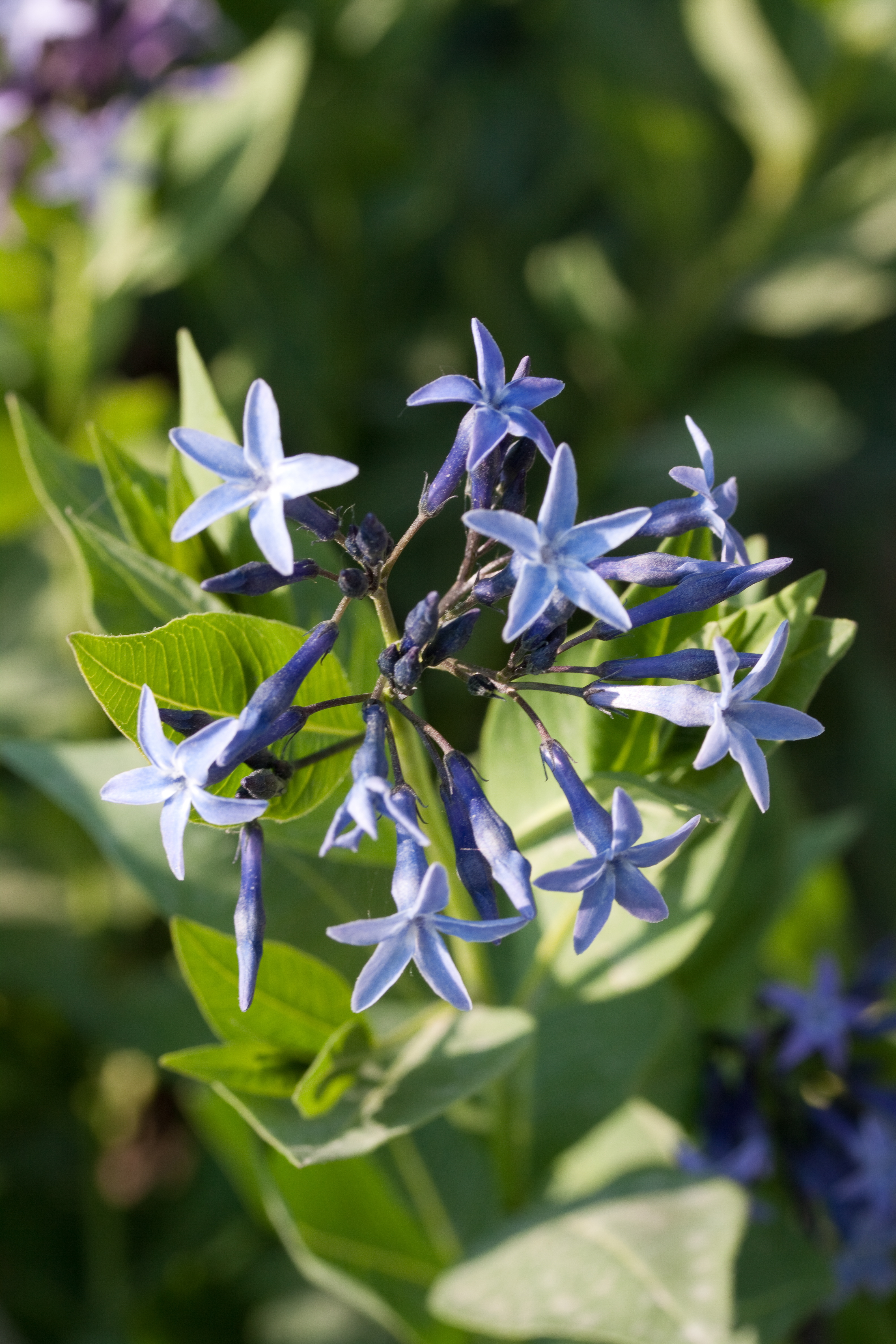
Fleurs de Rhazya orientalis.
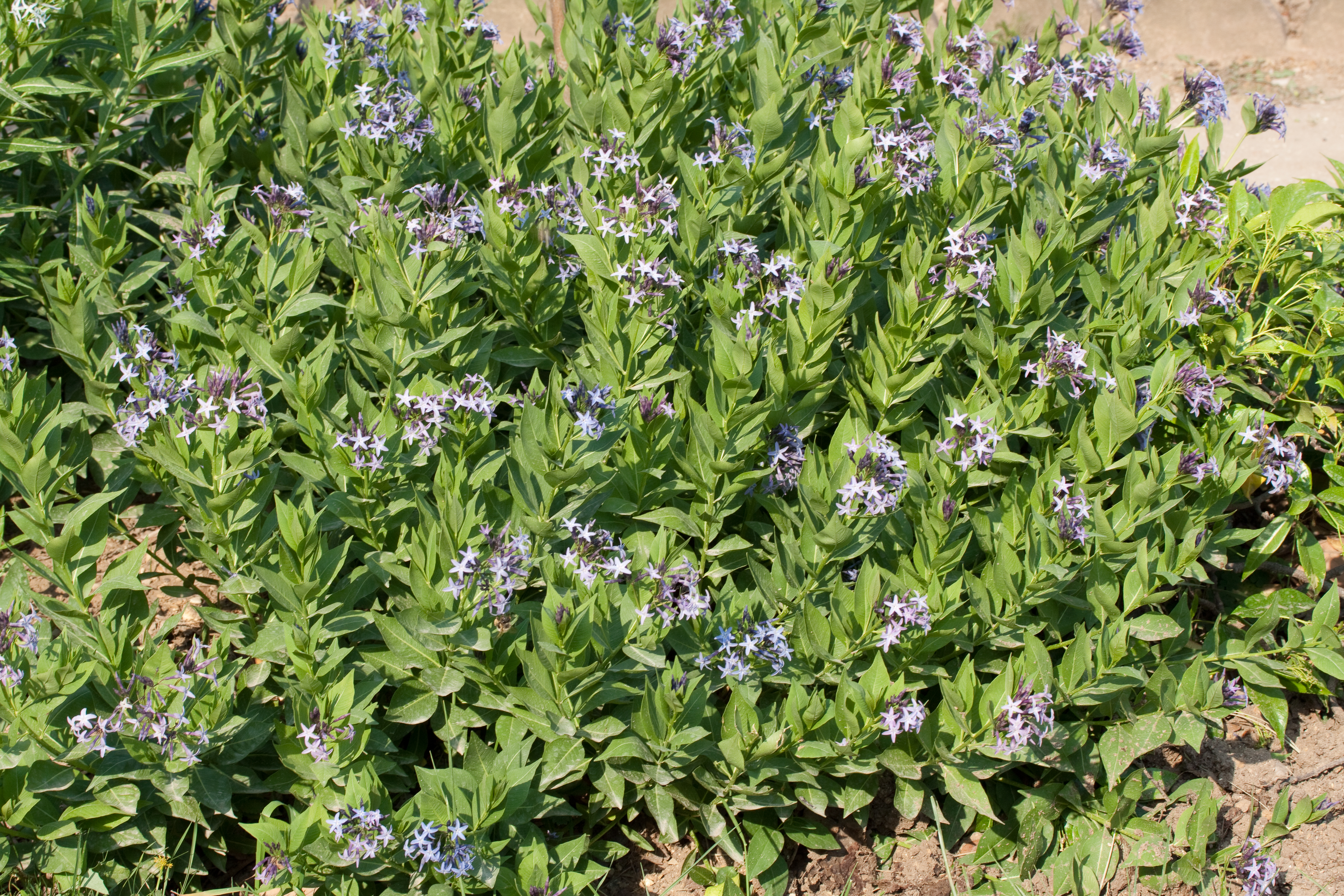
Floraison de Rhazya orientalis.